# 阿迪·蘇垂斯納
阿迪·蘇垂斯納（印尼語：Ade Sutrisna，1970年—），是印尼已退役男子羽球運動員。

## 簡歷
阿迪·蘇垂斯納於1994年與陳甲亮一起贏得美國羽球公開賽男子雙打冠軍。同年，兩人也在加拿大羽球公開賽獲勝。在1995年的亞洲羽毛球錦標賽上，他們獲得季軍，1996年則獲得冠軍。1997年，他在印度公開賽上與阿迪·盧卡斯一起獲勝。